# Dean Kiely
Dean Laurence Kiely (Salford, Inglaterra, 10 de octubre de 1970) es un exfutbolista inglés aunque nacionalizado irlandés, se desempeñaba como guardameta y se retiró en 2011, actualmente es el entrenador de porteros del West Bromwich Albion.

## Clubes
| Club                 | País       | Año         |
| -------------------- | ---------- | ----------- |
| Coventry City FC     | Inglaterra | 1987 - 1989 |
| Ipswich Town FC      | Inglaterra | 1989        |
| Coventry City FC     | Inglaterra | 1989 - 1990 |
| York City FC         | Inglaterra | 1990 - 1996 |
| Bury FC              | Inglaterra | 1996 - 1999 |
| Charlton Athletic    | Inglaterra | 1999 - 2006 |
| Portsmouth FC        | Inglaterra | 2006 - 2007 |
| Luton Town FC        | Inglaterra | 2007        |
| West Bromwich Albion | Inglaterra | 2007 - 2011 |

- Datos: Q733766
- Multimedia: Dean Kiely / Q733766